# Otto Ludwig von Salm-Kyrburg-Mörchingen
Otto Ludwig von Salm-Kyrburg-Mörchingen, kallad Rhengreven född 13 oktober 1597, död 6 oktober 1634, var en tysk militär.
Otto Ludwig von Salm deltog i dansk tjänst bland annat i slaget vid Lutter am Barenberge 1625, övergick efter personliga brytningar med Kristian IV 1628 i svensk krigstjänst och fick kommando i Preussen. 
Denna brytning berodde på att det samma år skedde inträffade en äktenskaplig slitning mellan Kristian IV och hans maka Kirsten Munk då hon blev förälskad i en jämnårig Rhengreve och kavalleriöverste, just Otto Ludwig von Salm. Kungagemålet Kirsten Munk visade helt öppet och ogenerat sin kärlek till honom. Kungen anklagade henne för otrohet och "kärlekslöshet gentemot barnen och honom". Hon anklagades även för svartkonst och samröre med en trollkarl i Hamburg. Kungaparets dotter, Dorotea Elisabet, född den 1 september 1629 på Kronborgs slott, erkändes inte som legitim av kungen utan ansågs vara Otto Ludwig von Salm's dotter. Kristian IV skilde sig samma år från sin maka Kirsten Munk som han sedan förvisade till Jylland 1630. Dottern kallade kungen "den kasserade jungfrun" och hon skickades 1637 till klosterskola i Köln efter att innan omhändertagits av sin mormor, Ellen Marsvin. Dottern förklarades som legitim dotter efter Kristian IV död 1648.
Otto Ludwig von Salms egenmäktighet och truppernas dåliga disciplin väckte Gustav II Adolfs missnöje men det kom aldrig till någon brytning dem emellan, och från 1630 kämpade Otto Ludwig von Salm tappert och ofta framgångsrikt under de svenska fanorna, bland annat i slaget vid Breitenfeld, och följde kungen på tåget till Rhentrakten, där han sedan kämpade vid västra Rhenstranden, tills han efter kungens död fick överbefälet i Elsass, där han hade åtskilliga framgångar. Beordrad av Gustaf Horn att komma de i Schwaben hårt trängda svenska trupperna till hjälp, tog han alltför lång tid på sig och kom för sent för att hindra nederlaget i slaget vid Nördlingen. Återvänd till Elsass nödgades han överlåta de av honom besatta områdena till fransmännen. Han avled kort därpå.